# Joe Inoue
Joe Inoue (井上 ジョー, Inoue Joe) (Los Angeles, 30 de agosto de 1985) é um músico de j-rock contratado pela Ki/oon Records, uma gravadora da Sony Music do Japão. Ele nasceu e cresceu em Los Angeles, Califórnia, filho de dois imigrantes japoneses.

## Biografia

### Interesse na música
Foi a partir do ensino médio que surgiu seu interesse em música, que eventualmente o levou a começar a sua carreira musical em 2007. Inoue executa cada instrumento em suas gravações, além de escrever e compor as suas músicas por conta própria. Embora ele tenha sido criado nos Estados Unidos e o inglês ser sua primeira língua, quase todas as suas letras são em japonês. Ele alega ter aprendido a falar japonês fluentemente, lendo mangá e assistindo anime. Além da fluência em inglês e japonês, Joe possui uma experiência nos idiomas português brasileiro, mandarim e espanhol.

### Reconhecimento
Ele ganhou destaque quando sua música "Closer" foi usada como quarto tema de abertura de Naruto Shippuden. Seu quinto single "Kaze no Gotoku" foi usado como segundo tema de abertura do anime Yorinuki Gintama-san.

## Discografia
| Álbuns - Me! Me! Me! - 8 de abril de 2009 - Dos Angeles - 6 de outubro de 2010 - Joepop #1 - 7 de novembro de 2016 - Joepop #2 - 9 de dezembro de 2016 - Polyglot Musix #1 - 14 de fevereiro de 2017 - Benkyo Tunes (Learn Japanese / English) - 16 de março de 2017 - Hats On Tunes - 17 de junho de 2017 Mini Álbuns - "In a way" - 19 de setembro de 2007 | Singles - "Hello!" - 16 jul 2008 - "Closer" - 17 dez 2008 - Maboroshi - 18 de fevereiro de 2009 - "Go!" - 22 de julho de 2009 - "Kaze no Gotoku" - 04 agosto de 2010 Singles digitais - "Very Big X Mas" - 25 de novembro de 2009 - "Lights" - 21 de abril de 2010 - "Closer (versão em inglês)" - 19 de maio de 2010 |

## Videografia
| Álbum       | Vídeo            |
| ----------- | ---------------- |
| In a Way    | "Nowhere"        |
| In a Way    | "Hummingbird"    |
| Me! Me! Me! | "Hello!"         |
| Me! Me! Me! | "Closer"         |
| Me! Me! Me! | "Maboroshi"      |
| Dos Angeles | "Go!"            |
| Dos Angeles | "Home"           |
| Dos Angeles | "Kaze no Gotoku" |